# 52 км (селище)
52 км (рос. 52 км) — селище у складі району імені Лазо Хабаровського краю, Росія. Входить до складу Оборського сільського поселення.
Стара назва — 52 Кілометр.

## Населення
Населення — 33 особи (2010; 210 у 2002).
Національний склад (станом на 2002 рік):
- росіяни — 88 %